# Pazo de Saa
El pazo de Saa es una construcción civil situada en el lugar de Saa, en la parroquia de Sadurnín (ayuntamiento de Cenlle), y figura en el mapa topográfico 1:50.000 del IGC hoja N.º 225.

## Historia
Fue una de las casas más poderosas de la comarca del Ribeiro. Se considera a Gregorio Arias Mariño, familiar del Santo Oficio, como fundador del mayorazgo y Casa de Saa.

## Descripción
El pazo forma un conjunto arquitectónico rodeado de murallones que en parte tiene continuidad con el edificio y en parte lo aísla dentro de la finca. La fábrica es de sillares, presentando una planta en U con las crujías laterales desiguales y la más corta formando un ángulo agudo con la central. Cierran los tres cuerpos un pequeño patio interior abierto en uno de los lados. La fachada principal y la formada por los tres cuerpos en torno al patio.
En un de ellos presenta una solaina de una piedra apeada sobre un muro con los van en el piso bajo y del que sobresale a repisa moldurada. La cubierta se sostiene por columnas bien labradas, con base moldurada, fuste liso y capitel formado por un toro. Estas se sostienen sobre pedestales que les dan mayor altura y esbeltez.
En el ángulo que hacen la fachada sur y a este vemos un garitón apoyado en dos canzorros de doble moldura, caveto y cuarto bocel, con cornisa más cuidada que el resto del edificio, con saeteras y rica piedra armera. En la fachada oriental destaca una gran solaina.
En el patio, separada del edificio principal, estaba la capilla, hoy en día desaparecida. En el garitón, un escudo de difícil interpretación.